# Arthur Schmidt
Pour les articles homonymes, voir Schmidt.
Ne doit pas être confondu avec le monteur et producteur américain Arthur P. Schmidt (1912-1965)
Arthur Schmidt est un monteur américain né le 17 juin 1937 à Los Angeles (Californie) et mort le 5 août 2023 à Santa Barbara (Californie).

## Filmographie
- 1977 : Mon "Beau" légionnaire (The Last Remake of Beau Geste)
- 1978 : Les Dents de la mer, 2e partie (Jaws II)
- 1979 : Comme un homme libre (The Jericho Mile) (TV)
- 1980 : La Fille du mineur (Coal Miner's Daughter)
- 1980 : Le Temps du rock'n'roll (The Idolmaker), de Taylor Hackford
- 1982 : The Escape Artist
- 1984 : Copain, copine (The Buddy System)
- 1984 : Firstborn
- 1985 : Fandango
- 1985 : Retour vers le futur (Back to the Future)
- 1986 : Y a-t-il quelqu'un pour tuer ma femme? (Ruthless People)
- 1987 : You Ruined My Life (TV)
- 1988 : Qui veut la peau de Roger Rabbit (Who Framed Roger Rabbit)
- 1989 : Retour vers le futur 2 (Back to the Future Part II)
- 1990 : Retour vers le futur 3 (Back to the Future Part III)
- 1991 : Les Aventures de Rocketeer (The Rocketeer)
- 1992 : La mort vous va si bien (Death Becomes Her)
- 1992 : Le Dernier des Mohicans (The Last of the Mohicans)
- 1993 : Les Valeurs de la famille Addams (Addams Family Values)
- 1994 : Forrest Gump
- 1996 : Birdcage (The Birdcage)
- 1996 : Poursuite (Chain Reaction)
- 1997 : Contact
- 1998 : Primary Colors
- 2000 : Apparences (What Lies Beneath)
- 2000 : Seul au monde (Cast Away)
- 2003 : Pirates des Caraïbes, la malédiction du Black Pearl (Pirates of the Caribbean: The Curse of the Black Pearl)
- 2005 : The Chumscrubber